# Cúc chỉ thiên
Cúc chỉ thiên hay còn gọi là chân voi nhám, cỏ lưỡi mèo, bồ công anh (tên khoa học Elephantopus scaber), là một loài thực vật có hoa trong họ Cúc. Loài này được L. mô tả khoa học đầu tiên năm 1753.

## Tên gọi
Trong tiếng Mã Lai, loài này được gọi là Tutup bumi hay Tapak Sulaiman.

## Phân bố
Loài này phân bố ở vùng nhiệt đới châu Phi, Đông Á, tiểu lục đia Ấn Độ, Đông Nam Á, và Úc. Môi trường sống tự nhiên của nó là các khu rừng trên núi nhiệt đới ẩm hoặc bán nhiệt đới.

## Thành phần hóa học
Thành phần hóa học của loài này gồm:
| Hợp chất                                     | thành phần (%) |
| -------------------------------------------- | -------------- |
| Cyclosativene                                | 0,9            |
| Copaene                                      | 0,2            |
| Isopropyl dimethyl hexahydronaphthalene      | 4,1            |
| Zingiberene                                  | 0,2            |
| Trimethyl dimethylenedecahydronaphthalene    | 1,8            |
| Caryophyllene                                | 0,8            |
| Dimethyl-6-(4-methyl-3-pentenyl)-2-norpinene | 1,8            |
| β-Sesquiphellandrene                         | 8,3            |
| β-Caryophyllene                              | 0,8            |
| Isocaryophyllene                             | 1,4            |
| α-Santalol                                   | 0,4            |
| Ledol                                        | 1,2            |
| α-Bisabolol                                  | 1,7            |
| Caryophyllene oxide                          | 1,3            |
| Cadinol                                      | 0,7            |
| β-Bisabolol                                  | 2,2            |
| Isopropyl dimethyl tetrahydronaphthalenol    | 14,2           |
| Hexahydrofarnesyl acetone                    | 0,3            |
| Hexadecanoic acid                            | 42,3           |
| Phytol                                       | 5,2            |
| Octadecadienoic acid                         | 5,5            |

## Sử dụng
E. scaber là một loại dược liệu cổ truyền. E. scaber chứa elephantopin nó chứa germacranolide sesquiterpene lactone gồm hai vòng lactone và một nhóm chức, và nó thể hiện chức năng kháng u, kháng viêm.

## Phân loài
- Elephantopus scaber var. albiflorus
- Elephantopus scaber var. argenteus
- Elephantopus scaber var. carolinianus
- Elephantopus scaber var. coeruleus
- Elephantopus scaber var. typica